# Karasu, Tonya
Karasu là một xã thuộc huyện Tonya, tỉnh Trabzon, Thổ Nhĩ Kỳ. Dân số thời điểm năm 2011 là 239 người.